# Nice to Be Around (álbum)
Nice to Be Around es el segundo álbum de estudio de la cantante estadounidense Maureen McGovern. Fue publicado en mayo de 1974 a través de 20th Century Records.

## Grabación y contenido
Al igual que el álbum anterior de McGovern, Carl Maduri se encargó de la producción del álbum. Arnie Rosenberg se desempeñó como ingeniero de audio, con la asistencia John Nebe. Las sesiones de grabación de Nice to Be Around tuvieron lugar en dos estudios diferentes: «Nice to Be Around» y «Little Boys & Men» se grabaron en los estudios United Western, en Hollywood, California. El resto de las canciones fueron grabadas en Agency Recording, en Cleveland, Ohio. La propia McGovern coescribió cuatro canciones; los coescritores incluyen a Jim Kennedy («All I Want (All I Need)», «Little Boys & Men», «Memory») y Ron Barron («Love Knots»). La canción que da nombre al álbum fue escrita por Paul Williams y compuesta por John Williams como tema de la película Cinderella Liberty. Los músicos incluyen al guitarrista Bob Fraser, al baterista Bill Severance, al pianista Gil Leib y al clavecinista Dave Taddie.

## Recepción de la crítica
Un escritor no especificado de Record World declaró: “[El álbum] demuestra talentos que bien podrían marcarla como una cantante constante y exitosa”. Un escritor no especificado de Billboard escribió: “La artista tiene una voz poderosa y equilibrada, pero es capaz de controlarla para adaptarse al tono de una canción, una habilidad que a menudo falta entre los artistas jóvenes”. Un escritor no especificado de Cash Box declaró: “Presentando a la cantante/estilista en una variedad de poses, el álbum demuestra una cosa—Maureen sabe de qué se trata y tiene lo necesario para interpretar una canción con total profesionalismo”.

## Lista de canciones
| Lado uno |                               |                              |          |  |
| N.º      | Título                        | Escritor(es)                 | Duración |  |
| 1.       | «Nice to Be Around»           | John Williams Paul Williams  | 2:27     |  |
| 2.       | «Give Me a Reason to Be Gone» | Marie Cain                   | 2:45     |  |
| 3.       | «Where Did We Go Wrong»       | Ron Miller Tom Baird         | 3:22     |  |
| 4.       | «All I Want (All I Need)»     | Maureen McGovern Jim Kennedy | 3:47     |  |
| 5.       | «Like a Sunday Morning»       | Joel Diamond Alan Kenneth    | 3:10     |  |

| Lado dos |                                          |                             |          |  |
| N.º      | Título                                   | Escritor(es)                | Duración |  |
| 1.       | «Love Knots»                             | McGovern Ron Barron         | 3:30     |  |
| 2.       | «Everybody Wants to Call You Sweetheart» | Randy Edelman               | 2:50     |  |
| 3.       | «Little Boys & Men»                      | McGovern Kennedy            | 3:30     |  |
| 4.       | «Memory»                                 | McGovern Kennedy            | 3:20     |  |
| 5.       | «Put a Little Love Away»                 | Dennis Lambert Brian Potter | 3:00     |  |

## Créditos y personal
Créditos adaptados desde las notas de álbum de Nice to Be Around.
Músicos
- Maureen McGovern – voces
- Bob Fraser – guitarra
- Bill Severance – batería
- Gil Leib – piano
- Dave Taddie – clavecín
- Jimmie Haskell – arreglos en «Nice to Be Around» y «Little Boys & Men»
- Sid Sharp – conductor en «Nice to Be Around» y «Little Boys & Men»
- Gene Page – arreglos en «Give Me a Reason to Be Gone», «Where Did We Go Wrong», «Like a Sunday Morning» y «Put a Little Love Away»
- Bob Hill – conductor en «Give Me a Reason to Be Gone», «Where Did We Go Wrong», «Like a Sunday Morning» y «Put a Little Love Away»
- Gary Kekel – arreglos, conductor en «All I Want (All I Need)», «Love Knots» y «Memory»
- Lee Bush – arreglos, conductor en «Everybody Wants to Call You Sweetheart»

Personal técnico
- Carl Maduri – productor
- Arnie Rosenberg – ingeniero de audio
- John Nebe – ingeniero asistente
- Jack L. Levy – director artístico
- Mike Paladin – fotografía